# في القطار (قصة)
في القطار هي رواية أدبية من نوع القصة القصيرة ألفها محمد تيمور. تعتبر أول قصة مصرية حقيقية خالية من الترجمة أو الاقتباس أو التعريب أو التمصير. يعتبرها العديد من الباحثين ومؤرخي الأدب أول نص أدبي ينتمي إلى جنس القصة القصيرة في مصر والعالم العربي. نشرت في جريدة السفور سنة 1917م. ظَهَرت قِصة فِي القِطار ضِمنُ المجموعةِ القَصَصِيِّةِ «ما تَراهُ العِيون».

## المؤلف
محمد تيمور من مؤسسي الأدب القصصي والمسرحي في مصر. سافر إلى باريس لدراسة القانون، غير أنه عاد منها إلى القاهرة مع اشتعال الحرب العالمية الأولى عام 1914م، وانصرف منذ ذلك الحين إلى كتابة القصص والمسرحيات، متأثراً فيها بالمذهب الواقعي. اشترك في تأسيس ((جمعية أنصار التمثيل)) ومثلت له على المسرح عدة كوميديات اجتماعية، مثل:«العصفور في القفص» و«الهاوية» وأوبريت «العشرة الطيبة» التي لحنها سيد درويش. وله مجموعة من القصص القصيرة بعنوان ((ما تراه العيون)).

## أحداث القصة
يتحدث الراوي عن معاناته من الاكتئاب والذي يتغلب عليه بالقراءة والسفر والجلوس للتفكير ولكن هذه الازمة تلاشت حين ركب القطار ليحل محلها ازمة اجتماعية وهي ازمة تعليم الفلاح والتي جعل منها محور حديث الشخصيات داخل عربة القطار.

## الزمان والمكان
تدور احداث القصة في عربة القطار وفترة الحدث لا تتعدى ساعتين أو ثلاثة.

## الشخصيات
- الشخصية الرئيسية: الراوي الذي يسرد الاحداث في القطار
- الأستاذ: أسمر اللون، طويل القامة، نحيل.
- الشاب الجامعي الذي أنهى تادية الامتحانات وهو عائد إلى القرية لقضاء الإجازة
- الافندي الذي جلس في القطار وهو يضع رجلا على رجل
- الشركسي: وهو شيخ كبير أحمر الوجه، براق العينين
- العمدة: رجل ضخم، كبير الشارب، عليه مظاهر القوة والجهل